# Белое (озеро, Лоухский район)
Белое — озеро на территории Малиновараккского сельского поселения Лоухского района Республики Карелии.

## Общие сведения
Площадь озера — 3,8 км², площадь водосборного бассейна — 12,9 км². Располагается на высоте 35,1 метров над уровнем моря.
Форма озера лопастная, продолговатая: оно вытянуто с запада на восток. Берега изрезанные, каменисто-песчаные, местами заболоченные.
Из залива на западной стороне озера вытекает безымянный водоток, который, протекая через озеро Савино, впадает в Верхнее Пулонгское озеро, из которого берёт начало река Пулонга, впадающая в Кандалакшский залив Белого моря.
В озере расположено не менее семи безымянных островов различной площади.
К югу от озера проходит автодорога местного значения.
Код объекта в государственном водном реестре — 02020000711102000001999.